# Katherina Boudewyns
Pour les articles homonymes, voir Boudewyns.
Katherina (ou Catharina, Katharina, …) Boudewyns (ou Boudewijns), née vers 1520 et décédée après 1603, est une poétesse de la partie méridionale des anciens Pays-Bas, ayant vécu et travaillé à Bruxelles.  On connaît d'elle des poésies lyriques consolatrices et des pièces dramatiques où elle s'en prend, mais d'une voix plaintive, à la Réforme protestante.  Sa devise est Patientie is zo goeden kruid (la patience - la tolérance - est une herbe tellement bonne).  

## Biographie
Vers 1550, Boudewyns se maria avec le noble Nicolas de Zoete, qui sera nommé secrétaire du Conseil de Brabant en 1559.  Sous le titre Een schoon tractaet van der excellenter Deucht der Discretien (Honnête traité de la vertu brillante de la délicatesse), elle traduisit un ouvrage de Séraphin de Fermo de l’espagnol.  La traduction, publiée à Bruxelles en 1568, est dédiée à Barbara Tasse, abbesse de l'abbaye de la Cambre.
Après la mort prématurée de son mari, qui lui avait laissé deux filles ainsi que trois fils qui devinrent des fonctionnaires haut placés, il semble qu’elle soit tombée dans le besoin. Marguerite, comtesse d’Arenberg, née de La Marck (1527-1599), à qui elle dédia son Prieelken der gheestlyker wellusten (Le pavillon des passions spirituelles) en 1587, devint alors sa protectrice.  Sa fille Marie, née en 1565, atteignit l’adolescence la même année que Boudewyns apporta son recueil de poèmes à l’imprimeur et éditeur Rutgher Velpius. 
Cet ouvrage, rédigé dans l'esprit du Moyen Âge et montrant des affinités avec les œuvres des rhétoriciens, contient 55 chansons dont des chants de Noël, ainsi qu'un certain nombre de dialogues et de poèmes.  Le seul exemplaire qu’on en connaisse est conservé à la Bibliothèque royale de Belgique.  
Les chansons et les poèmes de Boudewyns, inspirés par les idéaux de la Contre-Réforme, servaient d'outil de choix pour atteindre un large public, y compris ceux qui ne savaient pas lire.  Aussi Boudewyns utilisa-t-elle des airs profanes connus, faciles à retenir et, comme le Wilhelmus et de nombreuses autres chansons de gueux, ses chansons sont donc des contrafacta. Cette méthode s’avérait particulièrement appropriée à la création de chansons de propagande. 
Propagandiste de la religion catholique, par certaines de ses chansons elle voulut inciter les calvinistes à se reconvertir :  leur règne « infernal » ne durerait pas, car elle reposerait sur une interprétation erronée de la doctrine sacramentelle catholique, prédisait-elle.  Des sept moments sacrés dans la vie d'un homme, les calvinistes n’en reconnaissaient que deux : le baptême et le sacrement (pour les catholiques, l'Eucharistie).  
Contrairement à l’œuvre d’une poétesse telle qu'Anna Bijns, qui fulminait avec acharnement contre les luthériens, ses œuvres de persuasion anti-calviniste, bien que faisant preuve de résignation, trouvaient leur origine à l’époque où Bruxelles était sous contrôle des disciples révolutionnaires de Calvin, c’est-à-dire de 1581 à 1584,.  Dans ce contexte, il faut se rappeler que les calvinistes interdirent à Bruxelles, entre autres, la messe catholique.  
Une seconde édition du Prieelken sortit des presses en 1603.  Comme il est probable que Boudewyns avait supervisé la réédition, elle était sans doute encore en vie cette année-là.  L’édition moderne de 1927 est due au dr. H. van Belle.

## Œuvre
- (nl) Een schoon tractaet, sprekende van der excellenter Deucht der Discretien, zeer nootelyck en profytelyc voor alle menschen die begeren te comen oft te geraken totter Christelycker perfectien ofte volmaectheyt. Gemaeckt by den Eerw. vader in Gode heer Seraphin de Fermo, in synder tyt een excellent gheleert Predicant, enz., Bruxelles, 1568.
- (nl) Bruygom ende Bruyt inder Cantycken, 1587
- (nl) Het prieelken der gheestelyker wellusten, 1587
- (nl) Liefde ende Eendrachticheyt, 1587

## Source
- (nl) Buitendijk, W.J.C., Het calvinisme in de spiegel van de Zuidnederlandse literatuur der Contra-Reformatie, J.B. Wolters' Uitgevers-Maatschappij, Groningue/Batavia, 1942, p.  116-120
- (nl) Bork, G.J. van & Verkruijsse, P.J. (réd.), De Nederlandse en Vlaamse auteurs van middeleeuwen tot heden met inbegrip van de Friese auteurs, De Haan, Weesp, 1985, p.  97
- (nl) Frederiks, J.G. & Branden, F. Jos. van den, Biographisch woordenboek der Noord- en Zuidnederlandsche letterkunde, L.J. Veen, Amsterdam, 1888-1891, p.  103
- (nl) N.N., De eendragt : veertiendaegsch tijdschrift voor letteren, kunsten en wetenschappen, Volumes 1-7], Michiels, 1847, p.  74-75
- (nl) N.N., Katharina Boudewyns - een overtuigde katholiek, Brussel ca 1520 - ? na 1603, dans : Projet sous la direction de Cees Klapwijk, sur le site Web literatuurgeschiedenis.nl
- (nl) Overdiep, G.S., Geschiedenis van de letterkunde der Nederlanden. Deel 3, Standaard Boekhandel, Anvers/Bruxelles, Teulings' Uitgevers-maatschappij, Bois-le-Duc, s.d. [ 1944 ], p.  139-141
- (nl) Anton van Duinkerken, Achter de vuurlijn, Hilversum, Paul Brand’s Uitgeversbedrijf, 1930, 270 p. (lire en ligne), « Katharina Boudewijns », p. 19-30.